# Haxzel Quirós
Haxzel Quirós Cruz (ur. 3 czerwca 1998 w Nicoyi) – kostarykański piłkarz występujący na pozycji prawego obrońcy, reprezentant Kostaryki, od 2023 roku zawodnik Herediano.